# Clara Pontoppidan
Clara Pontoppidan (23 de abril de 1883-22 de enero de 1975) fue una actriz danesa, activa principalmente en la época del cine mudo.

## Biografía
Nacida en Copenhague, Dinamarca, sus padres eran el comerciante H. Rasmussen y Caroline Brammer. Se formó en la escuela del Teatro Real de  Copenhague así como en la escuela de ballet del mismo centro en 1892, debutando allí como actriz en 1901. Posteriormente actuó en el Dagmarteatret, el Det Ny Teater y el Alexandra-teatret. A partir de 1925 volvió a estar vinculada al Teatro Real de Copenhague. Entre sus papeles más destacados figuran el de Anna Sophie Hedvig (en la obra de Kjeld Abell), Hertha  en Skærmydsler (de Gustav Wied), y Fru Levin en Indenfor Murene (de Henri Nathansen).
Trabajó para el cine desde 1910, aunque en 1902 bailó en la pionera película de Peter Elfelt Pas de deux. En 1911 fue contratada por Nordisk Film, siendo su primera película Den hvide Slavehandels sidste Offer, en la que encarnó a una joven que caía en las garras de unos maleantes, papel que repitió con poca variación en Mormonens Offer. Pontoppidan fue, hasta el comienzo de la Primera Guerra Mundial, una de las grandes estrellas del cine mudo de su país, y entre 1913 y 1915 protagonizó también varias películas suecas. Aunque su mejor momento como actriz coincidió con la época del cine mudo, también actuó en varias películas sonoras, aunque con papeles de reparto. En 1958 recibió el Premio Bodil a la mejor actriz por su actuación en  En kvinde er overflødig. Su última película fue Takt og tone i himmelsengen (1972). Contando su baile cinematográfico en 1902, su carrera en el cine alcanzó los  70 años de duración.
Clara Pontoppidan se casó dos veces, la primera en 1906 con el actor Carlo Wieth (1885-1943), con el cual rodó algunas películas, entre ellas Ekspeditricen. Su segundo marido fue un médico, Povl Vilhelm Pontoppidan (1889-1953). Ella falleció en 22 de enero de 1975 en Copenhague, siendo enterrada en el Cementerio Ordrup Kirkegård.

## Premios
- 1931 : Ingenio et arti
- 1948 : Medalla del Mérito de Dinamarca
- 1959 : Comandante de la Orden de Dannebrog
- 1937 : Premio Tagea Brandts Rejselegat
- 1972 : Ole Haslunds æresbolig

## Filmografía
- 1902 : Pas de deux, de Peter Elfelt
- 1910 : Elskovsleg
- 1910 : Et Menneskeliv
- 1910 : Dorian Grays Portræt, de Axel Strøm
- 1910 : Kærlighed og Selvmord
- 1910 : Djævlesonaten
- 1911 : Den hvide Slavehandels sidste Offer, de August Blom
- 1911 : Ved Fængslets Port, de August Blom
- 1911 : Ekspeditricen, de August Blom
- 1911 : Anna fra Æbeltoft, de Eduard Schnedler-Sørensen
- 1911 : Kærlighed og Venskab, de Eduard Schnedler-Sørensen
- 1911 : Nøddebo Præstegaard, de Frederik Schack-Jensen
- 1911 : Vildledt Elskov, de August Blom
- 1911 : Gennem de mange til en
- 1911 : Kærlighedens Styrke, de August Blom
- 1911 : Den farlige Alder, de August Blom
- 1911 : Røveriet paa Væddeløbsbanen, de William Augustinus
- 1911 : Mormonens Offer, de August Blom
- 1912 : Onkel og Nevø, de August Blom
- 1912 : Shanghai'et, de Eduard Schnedler-Sørensen
- 1912 : Vampyrdanserinden, de August Blom
- 1912 : Kommandørens Døtre, de Leo Tscherning
- 1912 : En Opfinders Skæbne, de August Blom
- 1912 : Et Hjerte af Guld, de August Blom
- 1912 : Scenen og Livet, de Robert Dinesen
- 1912 : Kærlighed er en løjerlig.....
- 1912 : Vor Tids Dame, de Eduard Schnedler-Sørensen
- 1912 : Pro forma
- 1913 : Miraklet, de Victor Sjöström
- 1913 : På livets ödesvägar, de Mauritz Stiller
- 1913 : Elskovs Magt, de August Blom
- 1913 : Vennerne fra Officersskolen, de Eduard Schnedler-Sørensen
- 1913 : Stemmeretskvinder, de Lauritz Olsen
- 1913 : En farlig Forbryderske, de Eduard Schnedler-Sørensen
- 1913 : Skæbnens Veje, de Holger-Madsen
- 1913 : Det mørke Punkt
- 1913 : Pressens Magt, de August Blom
- 1913 : Skandalen paa Sørupgaard, de Hjalmar Davidsen
- 1913 : Staalkongens Villie, de Holger-Madsen
- 1914 : Bra flicka reder sig själv, de Victor Sjöström
- 1914 : Bröderna, de Mauritz Stiller
- 1914 : Kammarjunkaren, de John Ekman
- 1914 : Prästen, de Victor Sjöström
- 1915 : En förvillelse, de Arvid Englind
- 1915 : Flyverspionen, de Alexander Larsen
- 1915 : Den dræbende Gift
- 1916 : Kærlighedslængsel, de August Blom
- 1916 : En Kærlighedsprøve, de Hjalmar Davidsen
- 1916 : Malkepigekomtessen, de Robert Dinesen
- 1916 : Ene i Verden, de A.W. Sandberg
- 1916 : Manden uden Fremtid, de Holger-Madsen
- 1916 : Hjertestorme, de August Blom
- 1917 : Troen, der frelser, de Alexander Christian
- 1917 : Gengældelsens Ret, de Fritz Magnussen
- 1917 : Lægen, de Fritz Magnussen
- 1917 : Tropernes Datter, de Hjalmar Davidsen
- 1917 : Midnatssjælen, de Martinius Nielsen
- 1919 : Blade af Satans bog, de Carl Theodor Dreyer
- 1919 : Kærlighedens Almagt, de A.W. Sandberg
- 1920 : Kærlighedsvalsen, de A.W. Sandberg
- 1920 : Stodderprinsessen, de A.W. Sandberg
- 1921 : Prometheus I-II, de August Blom
- 1922 : Heksen, de Benjamin Christensen
- 1922 : Der var engang, de Carl Theodor Dreyer
- 1924 : Hadda Padda, de Gunnar Robert Hansen y Guðmundur Kamban
- 1932 : Kirke og orgel, de George Schnéevoigt
- 1938 : Kongen bød, de Svend Methling
- 1942 : Regnen holdt op, de Svend Methling
- 1948 : Mens porten var lukket, de Asbjørn Andersen
- 1955 : Bruden fra Dragstrup, de Annelise Reenberg
- 1957 : En kvinde er overflødig, de Gabriel Axel
- 1957 : Jeg elsker dig, de Torben Anton Svendsen
- 1959 : De sjove år, de Palle Kjærulff-Schmidt y Robert Saaskin
- 1960 : Frihedens pris, de Annelise Hovmand
- 1963 : Støvsugerbanden, de Bent Christensen
- 1964 : Greven på Liljenborg, de Annelise Reenberg
- 1966 : Slap af, Frede, de Erik Balling
- 1969 : Ta' lidt solskin, de Annelise Reenberg
- 1972 : Takt og tone i himmelsengen, de Sven Methling
- 1995 : Carl Th. Dreyer - Min metier (documental), de Torben Skjødt Jensen